# Christin Baechler
Christin Baechler (* 12. November 1964 in Teufen) ist eine Schweizer Schauspielerin.

## Leben
Baechler absolvierte ihre Schauspielausbildung an der Schauspielschule Bern und an der Hochschule der Künste Berlin.
Baechler verkörperte ihre wohl bekannteste Rolle in der RTL-Soap Gute Zeiten, schlechte Zeiten, wo sie von Juli 2001 bis April 2003 sowie auch in einigen Folgen im Frühjahr 2007 die Patrizia Bachmann spielte. Daneben wirkte sie auch in einigen anderen Film-und-Fernsehproduktionen mit und war auch als Theaterschauspielerin tätig.
Sie lebt in Appenzell.

## Filmografie
- 1986: Lisi und der General
- 1991: Mr. Beaujangles
- 1999: Happy Birthday
- 2000: Traumfrau mit Verspätung
- 2001–2003, 2007: Gute Zeiten, schlechte Zeiten (Fernsehserie)
- 2003: Forsthaus Falkenau (Fernsehserie, 1 Folge)
- 2003: Die Rettungsflieger (Fernsehserie, 1 Folge)
- 2004: SOKO Leipzig (Fernsehserie, 1 Folge)
- 2005: Die Kette
- 2006: Typisch Sophie (Fernsehserie, 1 Folge)
- 2007: Verliebt in Berlin (Fernsehserie, 1 Folge)
- 2015: Die Räuber

## Theater
- König Übü als Mere Übü
- Die Zauberflöte als Clown
- Majakowski als Lilia Brik
- Calimbo als Die Adlige
- Das Mädchen mit den Schwefelhölzern als Sprecherin
- In Hora Mortis als laszive Frau
- Persephone als Persephone
- Turandot als Adelma
- Memory Room als Ljuba
- Der Streit als Azor
- So wie eine Art Fisch als Magierin
- Rolling
- Kids
- Portugiesische Briefe als Marianna Alcoverado
- Totentanz als Solistin
- Toscanini probt Traviata
- Die Backchen als Chorführerin
- Silvia Z. als Mutter der Silvia